# Bassine (récipient)
Pour les articles homonymes, voir Bassine (homonymie).

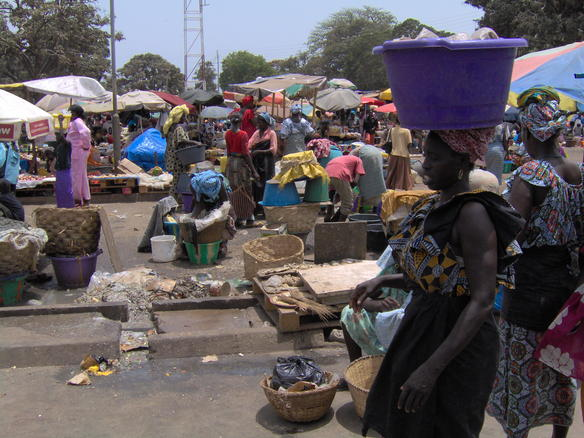

Une bassine est un récipient ouvert et plus large que haut, pouvant comporter des poignées. Elle est généralement en tôle galvanisée ou en matière plastique.
La bassine est un accessoire ménager très prisé dans les pays en voie de développement, où elle trouve de multiples usages, principalement alimentaire et pour le linge. Elle sert ainsi de récipient pour collecter et nettoyer de la nourriture (coquillages, légumes, etc.) ; elle permet de transporter le linge sale entre le domicile et le lavoir, avant de le ramener pour le faire sécher.
Le principal lieu de production des bassines est l'Asie du Sud-Est.

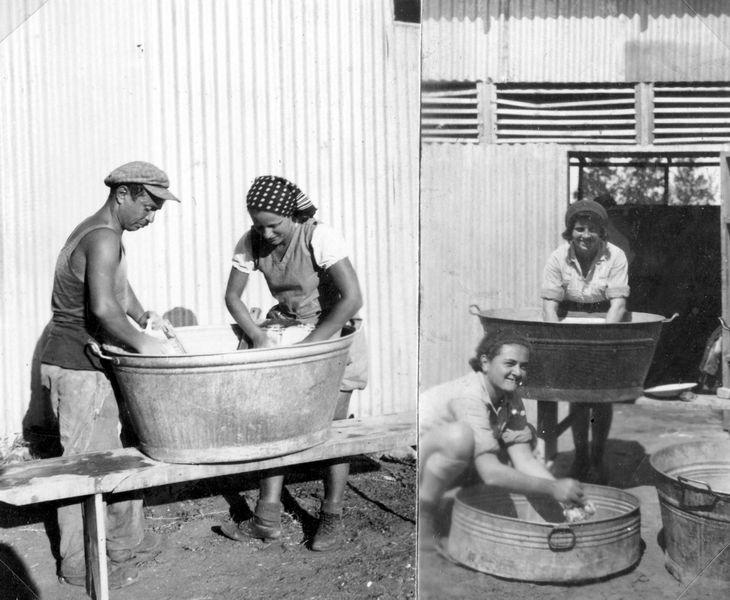